# Yasuhide Ihara
Yasuhide Ihara (jap. 井原 康秀 Ihara Yasuhide; ur. 8 marca 1973) – japoński piłkarz występujący na pozycji obrońcy.

## Kariera klubowa
Od 1991 do 2003 roku występował w klubach NKK, Kyoto Purple Sanga, Sagan Tosu i Shonan Bellmare.